# جنیفر کچم
جنیفر «جنی» کچم (انگلیسی: Jennifer Ketcham؛ زاده ۲۲ فوریهٔ ۱۹۸۳) بازیگر پورنوگرافی اهل ایالات متحده آمریکا است.

## زندگی شخصی
کچام بیان می‌کند که در سن ۱۲ سالگی از نظر جنسی فعال شده است و در جوانی رابطه جنسی ایمن انجام داده است. او توضیح داده است که فعالیت جنسی او راهی برای او برای دستیابی به اعتبار عاطفی بود که در روابطش با خانواده و دوستان از دست رفته بود. وقتی او ۱۳ ساله بود والدینش طلاق گرفتند. کچام گفته است که صحبت کردن با پدرش را متوقف کرده و تا سن ۲۶ سالگی دیگر این کار را انجام نداده است.
کچام یک نقاش مشتاق است و آن را به عنوان یک فعالیت سالم برای اعتیاد به جنسی و همچنین منبع درآمد جدیدی می‌داند. زمانی که او در حال ثبت نام در کالج بود، تمام منابع درآمدی مرتبط با پورن را از دست داد تا به یک استراحت کامل دست یابد.

## حرفه پورنوگرافی
کچام در سن ۱۸ سالگی پس از پاسخ به آگهی در روزنامه دانشگاه ایالتی سن دیگو وارد تجارت پورنوگرافی شد.
در سال ۲۰۰۵، کچام یک ویدیوی آموزشی برای Shane's World Studios کارگردانی کرد. در سال ۲۰۰۸، او قراردادی را با تریستان تائورمینو و ویوید انترتینمنت امضا کرد. برای کارگردانی خط فیلم‌های خودش تحت تأثیر آموزش جنسی استودیو، Vivid-Ed; اولین فیلم "Penny Flame's Expert Guide to Handjobs", و فیلم دوم بود. "راهنمای تخصصی پنی فلیم برای رابطه جنسی خشن" بود. او در سال ۲۰۰۹ از این صنعت بازنشسته شد.